# Gastrotheca antomia
Gastrotheca antomia es una especie de anfibios de la familia Amphignathodontidae.
Es endémica de Colombia.
Su hábitat natural se centra en montanos tropicales o subtropicales secos.
Está amenazada de extinción por la pérdida de su hábitat natural.